# Lijst van nummer 1-hits in de Nederlandse Single Top 100 in 1972
Deze hits stonden in 1972 op nummer 1 in de Daverende Dertig, de voorloper van de huidige Nederlandse Single Top 100.
| Nummer | Datum        | Artiest              | Titel                                           |
| ------ | ------------ | -------------------- | ----------------------------------------------- |
| 46     | 1 januari    | Mouth & MacNeal      | How Do You Do                                   |
|        | 8 januari    | Mouth & MacNeal      | How Do You Do                                   |
|        | 15 januari   | Mouth & MacNeal      | How Do You Do                                   |
|        | 22 januari   | Mouth & MacNeal      | How Do You Do                                   |
| 47     | 29 januari   | Middle of the Road   | Sacramento                                      |
|        | 5 februari   | Middle of the Road   | Sacramento                                      |
|        | 12 februari  | Middle of the Road   | Sacramento                                      |
| 48     | 19 februari  | Tony Marshall        | Schöne maid                                     |
| 47     | 26 februari  | Middle of the Road   | Sacramento                                      |
|        | 4 maart      | Middle of the Road   | Sacramento                                      |
| 49     | 11 maart     | The Sweet            | Poppa Joe                                       |
|        | 18 maart     | The Sweet            | Poppa Joe                                       |
|        | 25 maart     | The Sweet            | Poppa Joe                                       |
|        | 1 april      | The Sweet            | Poppa Joe                                       |
| 50     | 8 april      | Middle of the Road   | Samson and Delilah / The talk of all the U.S.A. |
|        | 15 april     | Middle of the Road   | Samson and Delilah / The talk of all the U.S.A. |
| 51     | 22 april     | Vicky Leandros       | Après toi                                       |
|        | 29 april     | Vicky Leandros       | Après toi                                       |
|        | 6 mei        | Vicky Leandros       | Après toi                                       |
| 52     | 13 mei       | Earth & Fire         | Memories                                        |
|        | 20 mei       | Earth & Fire         | Memories                                        |
|        | 27 mei       | Earth & Fire         | Memories                                        |
| 53     | 3 juni       | Mouth & MacNeal      | Hello-a                                         |
|        | 10 juni      | Mouth & MacNeal      | Hello-a                                         |
|        | 17 juni      | Mouth & MacNeal      | Hello-a                                         |
|        | 24 juni      | Mouth & MacNeal      | Hello-a                                         |
|        | 1 juli       | Mouth & MacNeal      | Hello-a                                         |
|        | 8 juli       | Mouth & MacNeal      | Hello-a                                         |
| 54     | 15 juli      | Procol Harum         | A whiter shade of pale                          |
|        | 22 juli      | Procol Harum         | A whiter shade of pale                          |
|        | 29 juli      | Procol Harum         | A whiter shade of pale                          |
| 55     | 5 augustus   | Mac & Katie Kissoon  | Sing along                                      |
| 56     | 12 augustus  | Julio Iglesias       | Un canto a Galicia                              |
| 57     | 19 augustus  | The Pop-Corn Makers  | Pop corn                                        |
|        | 26 augustus  | The Pop-Corn Makers  | Pop corn                                        |
| 58     | 2 september  | Demis Roussos        | My reason                                       |
|        | 9 september  | Demis Roussos        | My reason                                       |
|        | 16 september | Demis Roussos        | My reason                                       |
| 59     | 23 september | Alexander Curly      | I'll never drink again                          |
|        | 30 september | Alexander Curly      | I'll never drink again                          |
|        | 7 oktober    | Alexander Curly      | I'll never drink again                          |
| 60     | 14 oktober   | Lynsey de Paul       | Sugar me                                        |
|        | 21 oktober   | Lynsey de Paul       | Sugar me                                        |
|        | 28 oktober   | Lynsey de Paul       | Sugar me                                        |
|        | 4 november   | Lynsey de Paul       | Sugar me                                        |
|        | 11 november  | Lynsey de Paul       | Sugar me                                        |
| 61     | 18 november  | Vicky Leandros       | Ich hab' die Liebe geseh'n                      |
|        | 25 november  | Vicky Leandros       | Ich hab' die Liebe geseh'n                      |
|        | 2 december   | Vicky Leandros       | Ich hab' die Liebe geseh'n                      |
| 62     | 9 december   | The Partridge Family | I think I love you                              |
| 63     | 16 december  | The Osmonds          | Crazy horses                                    |
|        | 23 december  | The Osmonds          | Crazy horses                                    |
|        | 30 december  | The Osmonds          | Crazy horses                                    |